# Онишполь
Онишполь (укр. Онишпіль) — село на Украине, находится в Коростышевском районе Житомирской области.
Население по переписи 2001 года составляет 22 человека. Почтовый индекс — 12500. Телефонный код — 4130. Занимает площадь 0,19 км².

## Адрес местного совета
12536, Житомирская область, Коростышевский р-н, с.Виленка